# Nrawota
Święty Nrawota (bułg.: Свети Енравота) – najstarszy syn chana bułgarskiego Omurtaga i pierwszy znany z imienia kanonizowany męczennik bułgarski.
Nrawota, którego imię dotarło do nas w wersji greckiej (΄Ηνραβοτᾶς – Enrabotās) dzięki relacji biskupa Ochrydy Teofilakta, nosił również słowiańskie imię Woin, ew. Zwoin (Воин – wojownik) lub Bojan (Боян). Urodzony na początku IX wieku, był starszym bratem Małamira, który objął tron bułgarski po śmierci ojca w 831 roku. Z faktu, że Nrawota nie objął władzy po ojcu wnioskuje się, że jego życzliwość w stosunku do chrześcijaństwa była znana na dworze w Plisce jeszcze przed jego nawróceniem i wywołała sprzeciw silnego za panowania Omurtaga stronnictwa antychrześcijańskiego lub samego chana.
Po śmierci ojca w 831 roku Nrawota nawiązał kontakt z greckim więźniem Kinamonem, uprowadzonym z Adrianopola w 813 roku przez jego dziada Kruma. Wyprosił u brata uwolnienie wygłodniałego i osłabionego warunkami więziennymi jeńca. Pod wpływem rozmów z Kinamonem Nrawota przyjął chrzest i przeszedł na chrześcijaństwo. 
Dowiedziawszy się o chrzcie swego brata Małamir zażądał od niego wyrzeczenia się wiary chrześcijańskiej, jednak bez rezultatu. Nrawota umarł śmiercią męczeńską, ścięty mieczem na rozkaz Małamira około 833 roku. Teofilakt z Ochrydy, XI-wieczny kronikarz grecki, zostawił opis jego męczeństwa:
Kiedy Nrawota został doprowadzony na miejsce, gdzie miał być zabity, napełniony duchem proroczym powiedział do obecnych: „Ta wiara za którą teraz umieram rozprzestrzeni się i umocni w całej Bułgarii, chociaż wy myślicie że ją zniszczycie wraz z moją śmiercią. Cokolwiek się wydarzy, Znak Chrystusa będzie wywyższony, wszędzie będą wznoszone kościoły Boże a czyści kapłani będą służyć świętemu Bogu i będą składać <<ofiary chwały i przebłagania>> dającej życie Trójcy. Idole, ich kapłani i bezbożne świątynie rozpadną się i obrócą się w nicość, tak jakby nigdy nie istniały. A i ty sam (zwracając się do Małamira), za niewiele lat utracisz swą grzeszną duszę, nie otrzymawszy w zamian żadnej nagrody za swą surowość”. To powiedziawszy Chrystusowy wojownik skłonił głowę przed katem i od miecza przyjął niosącą życie śmierć, oddając czystą duszę w ręce Boga.
W Kościele prawosławnym wspomnienie Nrawoty obchodzi się 28 marca.